# Luísa Maria Ana de Bourbon
Luísa Maria Ana de Bourbon (em francês:  Louise Marie Anne de Bourbon; Saint-Germain-en-Laye, 18 de novembro de 1674 – Bourbon-l'Archambault, 15 de setembro de 1681) foi uma das filhas da relação entre o rei Luís XIV de França com Francisca Atenas, mais conhecida como Madame de Montespan.

## Biografia
Nascida em Saint-Germain-en-Laye, era a quinta filha, terceira menina, de Luís XIV de França com sua amante Francisca Atenas, mais conhecida como Madame de Montespan. Foi legitimada apenas em 1676, dois anos depois de seu nascimento. Esteve aos cuidados de Madame de Maintenon, junto com alguns de seus outros irmãos. Pouco depois de sua legitimação ela recebeu o tratamento de "Mademoiselle de Tours".
Morreu em setembro de 1681, aos seis anos, em Bourbon-l'Archambault, e foi sepultada no cripta dos Duques de Bourbon na Igreja do Priorado de Souvigny.